# Société Provençale de Constructions Aéronautiques
Société Provençale de Construction Aéronautique (SPCA) — неіснуюча нині французька авіабудівна компанія.

## Історія
Компанію було засновано в 1925 році Жоржем Філіппаром і Лораном-Домініком Сантоні як дочірнє підприємство верфі SPCN (Société Provençale de Constructions Navales).
Її головна контора знаходилася в Парижі, а завод — в приморському місті Ла-Сьйота, що частково і зумовило асортимент продукції, представленої здебільшого літаючими човнами.
Однак, більшість розробок так і не вийшли за стадію одиничних прототипів. Авіапромисловість Франції 1930-х років була перенасичена більшими фірмами, конкурувати з якими SPCA виявилася нездатною. У 1934 році вона припинила свою виробничу діяльність.
Двома роками пізніше, в 1936 SPCA було націоналізовано і вона, разом з компаніями Lioré et Olivier, Potez, CAMS і Romano увійшла до складу державного авіабудівного об'єднання SNCASE..

## Продукція фірми

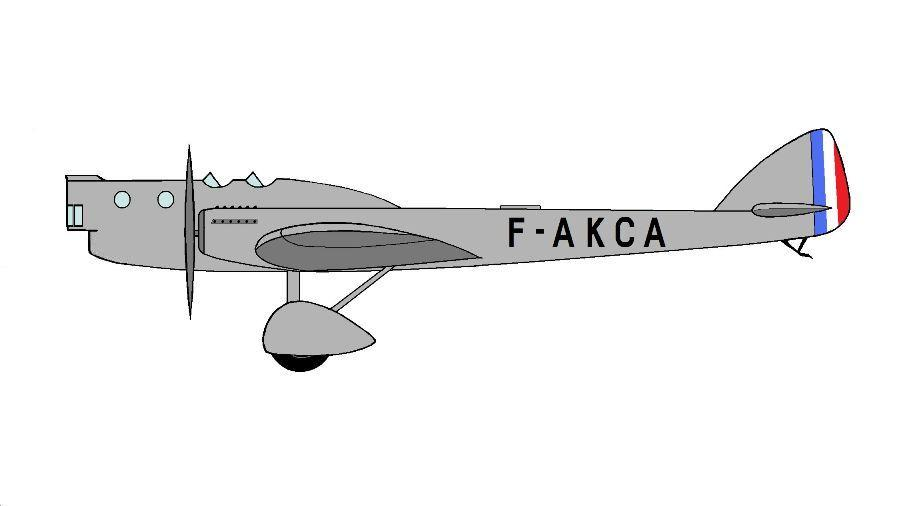
Бомбардувальник SPCA 30, амбітний проект, що конкурував з Amiot 143, але так і не пішов у серію.

- SPCA Météore 63 (1925) тримоторний транспортний літаючий човен, побудовано 3;
- SPCA 10 (1928) патрульний літаючий човен, 1[4];
- SPCA 20 (1928) літаючий човен-бомбардувальник/торпедоносець, 2;
- SPCA 30 (1931) середній бомбардировщик-низькоплан, 2;
- SPCA 40T/41T/218 (1929) тримоторний поштовий високоплан, 2;
- SPCA Hermès 60T (1932) двомоторний літаючий човен, 1;
- SPCA 80/81/82 (1932) одномоторний високоплан для колоніальної поліції, 1;
- SPCA 90 (1932) тримоторний високоплан для колоніальної поліції, 1[1].